# Опасный человек (фильм, 2009)
«Опа́сный челове́к» (англ. A Dangerous Man) — американский боевик режиссёра Киони Ваксмана. Фильм вышел сразу на видео в США 28 декабря 2009 года.

## Сюжет
Бывший спецназовец Шэйн Дэниелс (Стивен Сигал) отбывает наказание в тюрьме за преступление, которого он не совершал. Выйдя на свободу, он обнаруживает, что на улицах повсюду царит несправедливость, а реальная власть принадлежит торговцам оружием и наркотиками. Во главе этой банды стоит Чен — китайский наркоторговец, влиятельный человек, во власти которого правоохранительные органы. Шэйн не собирается мириться с таким положением дел и объявляет гангстерам настоящую войну.

## В ролях
| Актёр             | Роль         |
| ----------------- | ------------ |
| Стивен Сигал      | Шэйн Дэниелс |
| Майк Допуд        | Кларк        |
| Байрон Манн       | полковник    |
| Джесси Хатч       | Сергей       |
| Виталий Кравченко | Влад         |
| Байрон Лосон      | Мао          |
| Джерри Вассерман  | Ричи         |
| Винсент Ченг      | дядя Кван    |

## Рецензии и критика
Фильм получил преимущественно негативные рецензии и низкие оценки. На сайте Rotten Tomatoes его рейтинг составляет 27 % из 100, а на IMDB.com — 5,1 из 10.